# Caprinia castanealis
Caprinia castanealis är en fjärilsart som beskrevs av Sir George Hamilton Kenrick 1906. Caprinia castanealis ingår i släktet Caprinia och familjen Crambidae. Inga underarter finns listade i Catalogue of Life.